# Dekkera bruxellensis
Dekkera bruxellensis Van der Walt – gatunek jednokomórkowych grzybów zaliczanych do drożdży.

## Systematyka i nazewnictwo
Pozycja w klasyfikacji według Index Fungorum: Dekkera, Saccharomycetaceae, Saccharomycetales, Saccharomycetidae, Saccharomycetes, Saccharomycotina, Ascomycota, Fungi.
Ma 20 synonimów. Niektóre z nich:
- Azymocandida aaseri Dietrichson ex E.K. Novák & Zsolt 1961
- Brettanomyces abstinens Yarrow & Ahearn 1971
- Brettanomyces bruxellensis Kuff. & Van Laer ex Custers 1940
- Candida butyri Nakase 1971
- Dekkera abstinens F.L. Lee & S.C. Jong 1986

## Znaczenie
Dekkera bruxellensis to drożdże powodujące psucie się wina i w mniejszym stopniu innych napojów. W przemyśle winiarskim znane są jako drożdże „brett”. Rosną wolno i tolerują etanol i dwutlenek węgla, co pozwala im rozwijać się w stabilnych winach dojrzewających w piwnicach. Po pierwotnej fermentacji etanolowej wino czerwone jest stabilizowane dodatkiem dwutlenku siarki i przechowywane w dębowych beczkach lub zbiornikach w celu dojrzewania przed zmieszaniem i butelkowaniem do sprzedaży. Ponieważ okres dojrzewania często trwa latami, Dekkera mimo wolnego rozwoju ma wystarczająco dużo czasu na rozwój w dojrzewających winach. Wytwarzanymi metabolitami wtórnymi o zapachu podobnym do zapachu myszy i fenolu zanieczyszcza wino, psując jego aromat i smak. Wina skażonego przez te metabolity nie można już odzyskać i powoduje to straty ekonomiczne. Charakterystyczną cechą fizjologiczną drożdży Dekkera jest także wytwarzanie kwasu octowego z glukozy w warunkach tlenowych.